# Phonologische Bewusstheit
Der Begriff phonologische Bewusstheit bezeichnet im Fachgebiet pädagogische Psychologie und allgemein der Leseforschung eine bestimmte Form der Sprachbewusstheit und stellt den wichtigsten Teilbereich der sogenannten „phonologischen Informationsverarbeitung“ dar. Er bezeichnet die Fähigkeit, bei der Aufnahme, der Verarbeitung, dem Abruf und der Speicherung von sprachlichen Informationen Wissen über die lautliche Struktur der Sprache heranzuziehen. Kinder müssen sich hierzu vom Bedeutungsinhalt der Sprache lösen und begreifen, dass Sätze aus Wörtern, Wörter aus Silben und Silben aus Lauten aufgebaut, dass manche Wörter länger und andere kürzer sind. Es geht darum zu erfassen, was der erste Laut eines Wortes ist, wie es endet und dass manche Wörter sich reimen.
Man unterscheidet zwei wesentliche Aspekte: Zur phonologischen Bewusstheit im weiteren Sinn gehören die Fähigkeiten, Wörter in Silben zu zerlegen und Silben zu einem Wort zusammenzufügen. Phonologische Bewusstheit im engeren Sinn dagegen bezeichnet die Fähigkeiten, Anlaute zu erkennen, aus Lauten ein Wort zu bilden oder ein Wort in seine Laute zu zerlegen.

## Entwicklung phonologischer Bewusstheit
Es kann davon ausgegangen werden, dass zuerst phonologische Bewusstheitsfähigkeiten im weiteren Sinne erlernt werden. Dazu gehören beispielsweise das Identifizieren von Reimen und das Segmentieren von Silben. Diese Fähigkeiten werden oft spontan erworben, wohingegen der Erwerb phonologischer Bewusstheitsfähigkeiten im engeren Sinne im Normalfall durch explizite Anleitung, z. B. in der Schule, erfolgt. Beherrschen Kinder noch vor Schulbeginn beispielsweise die Fähigkeit einzelne Laute aus Wörtern zu bestimmen, oder aus mehreren Lauten ein Wort zu bilden, so deutet das auf eine Einsicht in die Phonem-Graphem-Korrespondenz hin.

## Bedeutung in der Früherkennung
Die Einschulung eines Kindes stellt in puncto Schriftspracherwerb nicht die „Stunde Null“ dar. Stattdessen knüpft das Erlernen des Lesens und Schreibens an Vorläuferfähigkeiten an, die bei den Kindern zum Beginn der ersten Klasse unterschiedlich ausgeprägt sind. Der phonologischen Informationsverarbeitung und speziell der phonologischen Bewusstheit kommt dabei besondere Bedeutung zu.
Die Fähigkeit, die Lautstruktur von Wörtern zu analysieren und ggf. manipulieren zu können, wird durch schulischen Unterricht wesentlich gefördert. Sie spielt aber bereits bei der Einschulung eine enorme Rolle. Kinder, die auf diesem Gebiet gegen Ende der Kindergartenzeit Probleme haben, laufen auch Gefahr, Lese-Rechtschreibschwierigkeiten (Legasthenie) zu entwickeln.
Die phonologische Bewusstheit ist der wichtigste Einzelprädiktor (= Merkmal mit Vorhersagekraft) der Leseentwicklung (Elbro 1996) und es konnte ein enger Zusammenhang zwischen ihr und der Rechtschreibleistung nachgewiesen werden. Etwa 2/3 der Kinder, die später eine Lese-Rechtschreibstörung entwickeln, können bereits im Vorschulalter oder zum Zeitpunkt der Einschulung anhand von Schwächen der phonologischen Bewusstheit erkannt werden.
Aus diesem Grund wurde der frühzeitigen Diagnose von Problemen im Bereich phonologischer Bewusstheit von vielen Forschern eine besondere Rolle für die Prävention zuerkannt. Eine Reihe neuerer Studien relativiert allerdings die Diagnose- und Prognosekraft von Tests zur phonologischen Bewusstheit – und ebenso die Notwendigkeit bzw. Wirksamkeit ihrer Förderung vor Beginn des Anfangsunterrichts im Lesen und Schreiben. Vgl. ebenfalls eine kritische Auseinandersetzung von Zellerhoff 2013.

## Diagnostik
Es gibt mehrere Tests zur Erfassung der phonologischen Bewusstheit zu Beginn der Beschulung, von denen das Bielefelder Screening (BISC, Jansen u. a. 1999) sicher der bekannteste ist. Das BISC ist ein Einzeltest (es wird nur mit einem Kind zur gleichen Zeit durchgeführt) und nimmt ca. 30 Minuten in Anspruch. Seit 2004 steht auch der „Gruppentest zur Früherkennung von Lese- und Rechtschreibschwierigkeiten“ zur Verfügung, der in Kleingruppen von maximal 10 bis 12 Kindern durchführbar ist (Barth/Gomm 2004).
Der Test beinhaltet die sechs Abschnitte Reimerkennung, Silbensegmentierung, Anlautanalyse, Lautsynthese, Erfassung der Wortlänge und Identifikation des Endlautes. Die Bearbeitungsdauer beträgt 45 (Kindergarten) bzw. 60 Minuten (Schuleingangsphase). Im Testhandbuch finden sich Cut-Off-Kriterien (Schwellenwerte), ab wann von einer Gefährdung für Lese- und Rechtschreibschwierigkeiten ausgegangen werden muss. Mithilfe des Gruppentests wurden in der Testevaluation 84,7 % der Kinder richtig klassifiziert.
Die Sensitivität lag bei 63 %, die Spezifität bei 87,1 %, d. h. 63 % der später betroffenen und 87,1 % der später nicht-betroffenen Kinder wurden korrekt als solche erkannt. Die Mehrzahl der gefährdeten Kinder kann somit rechtzeitig spezielle Fördermaßnahmen erhalten und die falsch als Risikokinder eingestuften ungefährdeten Kinder erleiden durch die zusätzlichen Fördermaßnahmen sicherlich keinen Schaden. Da aber längst nicht alle Risikokinder erkannt werden, sollte die Lehrkraft im Erstleseunterricht trotzdem wachsam bleiben.
Neben den beiden erwähnten Verfahren gibt es noch eine Reihe weiterer Screenings für Vor- und Grundschule:
1. Differenzierungsprobe von Breuer und Weuffen (1994)
2. „Der Rundgang durch Hörhausen“ von Martschinke u. a. (2001) und das zugehörige Trainingsprogramm „Leichter lesen und schreiben lernen mit der Hexe Susi“ von Forster und Martschinke (2001)
3. Basiskompetenzen für Lese-Rechtschreibleistungen (BAKO) von Stock u. a. (2004)

### Präventionsmöglichkeiten vor und zu Beginn des Schriftspracherwerbs
Bereits in den 1980er Jahren wurde in Schweden ein vorschulisches Trainingsprogramm entwickelt, dessen Wirksamkeit wissenschaftlich belegt werden konnte (Lundberg u. a. 1988). Kinder, die an diesem Trainingsprogramm teilnahmen, hatten beim späteren Schriftspracherwerb deutliche Vorteile. Dieses Programm wurde von Küspert und Schneider (2003, 4. Auflage) unter dem Namen „Hören, lauschen, lernen“ auf den deutschen Sprachraum adaptiert und seine Effektivität in mehreren Längsschnittstudien überprüft.
Kinder, die im Vorschulalter anhand des Bielefelder Screenings (Jansen et a. 1999) als Risikokinder eingestuft worden waren, erzielten nach Durchlaufen des Trainings beim daran anschließenden schulischen Schriftspracherwerb im Lesen und Rechtschreiben fast identische Ergebnisse wie die nicht-geförderten Kinder einer unausgelesenen Kontrollgruppe. Es war somit möglich, durch ein Training im letzten Kindergartenhalbjahr Gefährdungen weitgehend zu kompensieren (Küspert 1998). Doch nicht nur Risikokinder profitieren von diesem Trainingsprogramm. Auch bei normalbegabten Kindern kam es zu einer deutlichen Erleichterung des Schriftspracherwerbs und zu signifikanten Steigerungen der Leistungen im Lesen und Schreiben (Schneider u. a. 1998).
Das Programm ist auf die Dauer von 20 Wochen ausgelegt und umfasst 6 Abschnitte (Lauschspiele, Reime, Sätze und Wörter, Silben, Anlaute und Phoneme) mit insgesamt 57 Übungseinheiten. Für jeden Tag sind zwei Übungseinheiten à 5 Minuten vorgesehen. Die Reihenfolge der Übungen ist vorgegeben und die Aufgaben sind nach ansteigender Schwierigkeit gestaffelt. Der optimale Anwendungszeitraum ist das letzte Kindergartenhalbjahr und die Einschulungsphase. Die Anwendung ist unproblematisch und kann nach einer kurzen Einarbeitungszeit z. B. auch von Erzieherinnen durchgeführt werden.
Neben der vorbildlichen theoretischen Fundierung und der nachgewiesenen Effektivität des Programms sind besonders die kindgemäße Umsetzung und die leichte Anwendbarkeit hervorzuheben (Souvignier 2003). Dennoch zeigen andere Studien, dass alternative Förderprogramme nicht schlechter abschneiden – und die Streuung innerhalb der einzelnen Programme sehr groß ist (vgl. Brügelmann etwa Franzkowiak 2008, Lenel 2005, Rackwitz 2008 und die Übersicht bei Hans Brügelmann 2005/2009).